# 스타시치궁

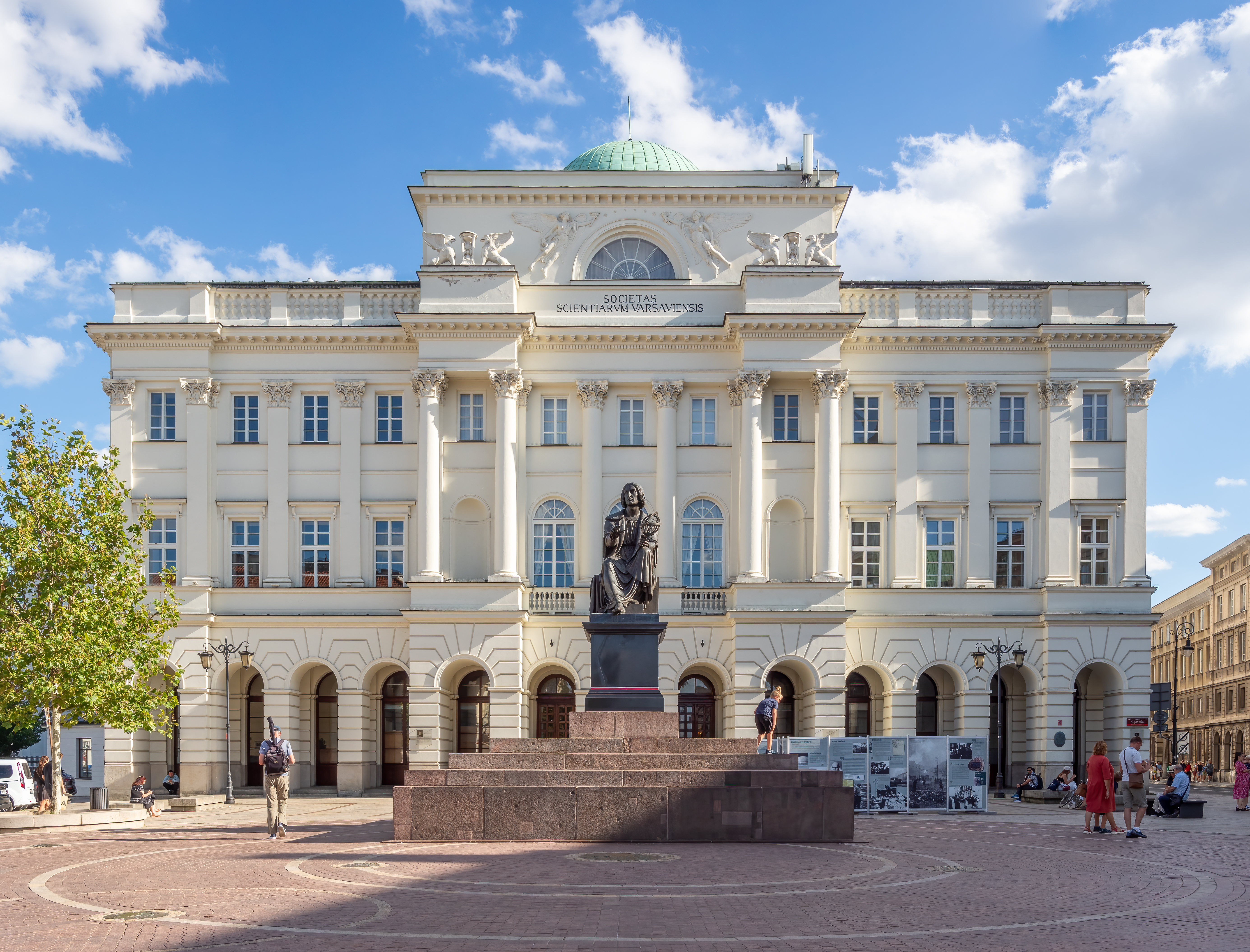
스타시치궁

스타시치궁(폴란드어: Pałac Staszica)은 폴란드 바르샤바에 위치한 궁전이다. 현재는 폴란드 과학 아카데미의 소재지다.